# 陳友倫
陳友倫是一名美國航空航天工程師。他是火星科學實驗室任務的進入、下降和著陸（EDL）作業主管，也是火星2020任務的EDL主管。

## 早年生活和教育
陳友倫來自賓夕法尼亞州紐敦（Newtown），父親陳甫和母親李敏敏皆是臺灣出生的留美科學家，舅舅李世昌是知名的中央研究院院士。他畢業於羅倫斯威爾中學。他是費城老鷹隊及費城人隊的球迷。
他在麻省理工學院大一的春天決定投身航太領域。陳友倫是擊劍隊的校隊成員，參加的是銳劍比賽。大四時，他因與其他七位同學一起製作電動模型飛機而獲得大衛·J·夏皮羅紀念獎。他還因為在「構想、設計、實施和運行」頂尖課程中對SPHERES項目的貢獻而獲得詹姆斯·米恩斯飛行器或空間系統工程卓越紀念獎。
研究生時期，他在麻省理工學院的太空系統實驗室與大衛·米勒教授共事。他為同步定位保持接合和重新定向實驗衛星（SPHERES）項目研究推進系統。
陳友倫於2007年獲得加州大學洛杉磯分校安德森管理學院的全職工商管理碩士（FEMBA）。

## 在NASA的工作
陳友倫的整個職業生涯都在美國太空總署位於加利福尼亞州帕萨迪纳的噴射推進實驗室工作。他於2002年加入火星科學實驗室EDL團隊。2012年8月5日，陳友倫宣布「著地確認。我們安全來到火星了！」之後，噴射推進實驗室任務控制中心頓時歡呼雀躍；團隊成員擁抱、擊掌、鼓掌並哭泣。
他是火星科學實驗室EDL團隊成員之一，親自接受國家航空航天博物館獎盃。他與團隊成員一起接受GQ人物專訪。
陳友倫於2013年加入火星2020團隊，當時團隊剛組成不久。在擔任EDL領導角色期間，他負責確保太空船從火星大氣層頂部安全前往耶澤羅撞擊坑著陸。在著陸前一年COVID-19大流行，因此陳友倫必須帶領他的團隊，同時與社會保持距離，並維持COVID-19協定。
陳友倫於2021年2月18日與導引與控制作業主管斯瓦蒂·莫漢敘述火星2020的著陸程序。陳友倫表示，他很高興能參與將火星樣本帶回地球的工作。他將火星2020 EDL團隊視為他的第二個家庭。

## 個人生活
陳友倫與NASA噴射推進實驗室系統工程師茱莉·威茲·陳結婚。他們相識於麻省理工學院，同屬SPHERES頂點班。茱莉·威茲·陳是火星洞察號著陸團隊的成員，坐在與好奇號相同的前排座位。
在火星科學實驗室登陸之前，陳友倫就已經活躍於社交媒體。

## 外部連結
- Allen Chen - NASA JPL Biography for Mars 2020
- 陳友倫的X（前Twitter）